# Obersteinbach (Frankrijk)
Obersteinbach (Duits: Obersteinbach im Elsass )  is een gemeente in het Franse departement Bas-Rhin (regio Grand Est) en telt 184 inwoners (1999).
De plaats maakt sinds de oprichting op 1 januari 2015 deel uit van het kanton Reichshoffen in het arrondissement Haguenau-Wissembourg. Tot 1 januari 2015 was het deel van het kanton Wissembourg in het arrondissement Wissembourg, dat op die dag werd opgeheven.

## Geografie
De oppervlakte van Obersteinbach bedraagt 9,0 km², de bevolkingsdichtheid is 20,4 inwoners per km².
De onderstaande kaart toont de ligging van Obersteinbach (Frankrijk) met de belangrijkste infrastructuur en aangrenzende gemeenten.

## Demografie
Onderstaande figuur toont het verloop van het inwonertal (bron: INSEE-tellingen).